# 노라 아노르
노라 아노르(Nora Aunor, 1953년 5월 21일~2025년 4월 16일)는 필리핀의 배우로, '국가 예술가'로 불릴 정도로 추앙 받는 필리핀 영화계의 대배우 중 한 명이다.

## 출연 작품
- 더 사로즈 오브 시타 (2016)
- 덫 (2015)
- 디멘시아 (2014)
- 저스티스 (2014)
- 더 스토리 오브 마부티 (2013)
- 자궁 (2012)
- 플라워스 오브 더 시티 제일 (1984)
- 기적 (1982)
- 보나 (1980)
- 신이 부재한 3년 (1976)
- 임파서블 드림 (1973)